# Битва за Окінаву
Битва за Окінаву (яп. 沖縄戦, Okinawa-sen), кодова назва союзників Операція Айсберг (Operation Iceberg) — операція із захоплення японського острова Окінава військами США при підтримці американського і британського флотів. Битва стала передостанньою операцією з висадки морського десанту на тихоокеанському театрі воєнних дій і в той же час останньою перед Радянсько-японською війною значною битвою Другої світової війни. Бої йшли 82 дні і закінчилися лише 22 червня 1945 р.
В англійській військові історії битва отримала назву «Сталевий тайфун», в японській — «Тецу-но Аме» (яп. 鉄の雨, «Сталевий дощ»). Причиною таких назв явився тягар боїв, інтенсивність артилерійських обстрілів і значна кількість союзницьких кораблів і бронетехніки, які штурмували острів. Бій є одним із найкровопролитніших за весь час війни на Тихоокеанському фронті: японці втратили понад 100 000 солдатів; понад 12 000 солдатів союзників (переважно, США) загинуло, понад 38 000 було поранено. Тисячі мирних громадян були вбиті, поранені або спробували покінчити життя самогубством. Близько третини цивільного населення загинуло в результаті вторгнення.
Основною метою операції було захоплення великого острова, що знаходиться всього за 544 км від основної території Японії. Після тривалої кампанії з послідовного захоплення стратегічно важливих тихоокеанських островів (англ. island hopping), союзники стали наближатися до Японії. Окінава повинна була послужити трампліном для планованого вторгнення на основні острови японського архіпелагу. Хоча Окінава була поспіхом обладнана під базу для повітряних операцій, ядерне бомбардування Хіросіми і Нагасакі, а також несподіване для японців вторгнення СРСР в Маньчжурію, призвели до капітуляції Японії всього через кілька тижнів після закінчення боїв на острові і плановане вторгнення так і не відбулось.

## Розстановка сил

### Сухопутні війська
Сухопутні війська США, задіяні в операції, складалися з 10-ї армії під командуванням генерала Саймона Болівара Бакнер-молодшого. Під командуванням армії знаходилися два корпуси: 3-й корпус, під командуванням генерал-майора Роя Ґейґера, складався з 1-й і 6-ї дивізій морської піхоти, а в 24-й корпус генерал-майора Джона Годжа входили 7-ма і 96-та піхотні дивізії. 2-га дивізія морської піхоти США залишалася в резерві, на морі, у постійній готовності. Її так і не довелося пустити в бій. Крім того, під командуванням 10-ї армії перебували 27-ма і 77-ма піхотні дивізії. Всього під командуванням 10-ї армії було 102 000 солдатів армії США, 88 000 солдатів Корпусу морської піхоти і 18 000 чоловік зі складу ВМФ США.

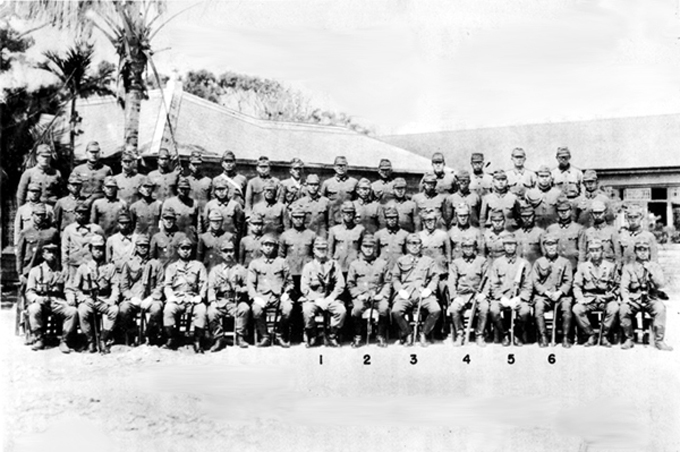
Командний склад 32-ї японської армії. Лютий 1945

Сили японців (переважно, оборонні) були представлені регулярною 32-ю армією, що складалася з 67 000 (за іншими даними — 77 000) солдатів, а також з 9 000 моряків імператорського морського флоту, що знаходилися на військово-морській базі Ороку (тільки кілька сотень з них були навчені і споряджені для війни на суші). Крім того, на допомогу армії було визначено 39 000 чоловік місцевих жителів (серед них — 24 000 спішно покликаного місцевого ополчення — «Боейтай» і 15 000 робочих, що не носили ніякої уніформи). Додатково, 1 500 школярів були організовані для допомоги борцям в так звані добровільні з'єднання «Залізо і кров» і близько 600 школярок-старшокласниць були зібрані в санітарну частину, під назвою «Хімеюрі».
Спочатку, 32-га армія складалася з 9-ї, 24-ї та 62-ї дивізій та окремої 44-ї змішаної бригади, однак, через зміну японським командуванням планів оборони, 9-та дивізія була переправлена на Тайвань перед союзним вторгненням. Основні оборонні сили перебували на півдні острова під командуванням генерал-лейтенанта Міцуру Усідзіми, його начальника штабу, генерал-лейтенанта Ісаму Ті і начальника оперативного відділу, полковника Хіроміті Яхари. Яхара був прихильником оборонної стратегії, Ті волів стратегію наступальну. На півночі острова обороною командував полковник Такехідо Удо. Флотським персоналом командував контр-адмірал Мінору Ота.
Очікувалося, що американці висадять від шести до десяти дивізій проти японського гарнізону, що складається з двох з половиною дивізій. Штаб також підрахував, що чудова якість і велику кількість зброї дасть кожній американській дивізії шестиразову перевагу у вогневій могутності над кожною японською дивізією. До цього варто було додати міць американського флоту і ВПС США.

### Флот

#### Флот США
Більшість винищувачів і невеликих пікіруючих бомбардувальників базувалися на американських авіаносцях. Починаючи із бою в затоці Лейте, японці стали використовувати тактику пілотів-камікадзе, але вперше вони стали головною частиною оборони. У проміжку між висадкою американців, що відбулася 1 квітня, і 25-м травня японськими камікадзе було проведено сім основних атак, в яких брало участь понад 1 500 літаків. Союзний флот біля берегів Окінави складався з 1600 кораблів. Серед них 40 авіаносців, 18 лінкорів, 32 крейсери і 200 есмінців. У цій операції флот США зазнав найбільших втрат — більше, ніж у всіх інших битвах Другої світової війни.

#### Флот Британської Співдружності
Попри те, що сухопутні війська союзників біля узбережжя Окінави складалися цілком з американських з'єднань, Тихоокеанський флот Великої Британії надав американцям більше чверті всієї морської авіації, що використовувалася союзниками в операції (450 літаків). Сили ВМФ Великої Британії біля берегів Окінави складалися з безлічі кораблів, включаючи 50 військових кораблів, з яких 17 були авіаносцями. Через особливості будови і посиленого бронювання нижньої палуби, британські авіаносці могли перевозити меншу кількість літаків, однак, такі судна були стійкіші до атак камікадзе, ніж їх американські аналоги. Хоча всі авіаносці були надані британським флотом, кораблі супроводу (та їх екіпажі) належали не тільки Королівському ВМФ, але і канадському, новозеландському і австралійському флотам. Завданням цих кораблів була нейтралізація японських аеродромів на островах Сакісіма, а також оборона авіаносців від атак камікадзе.

## Битва на морі

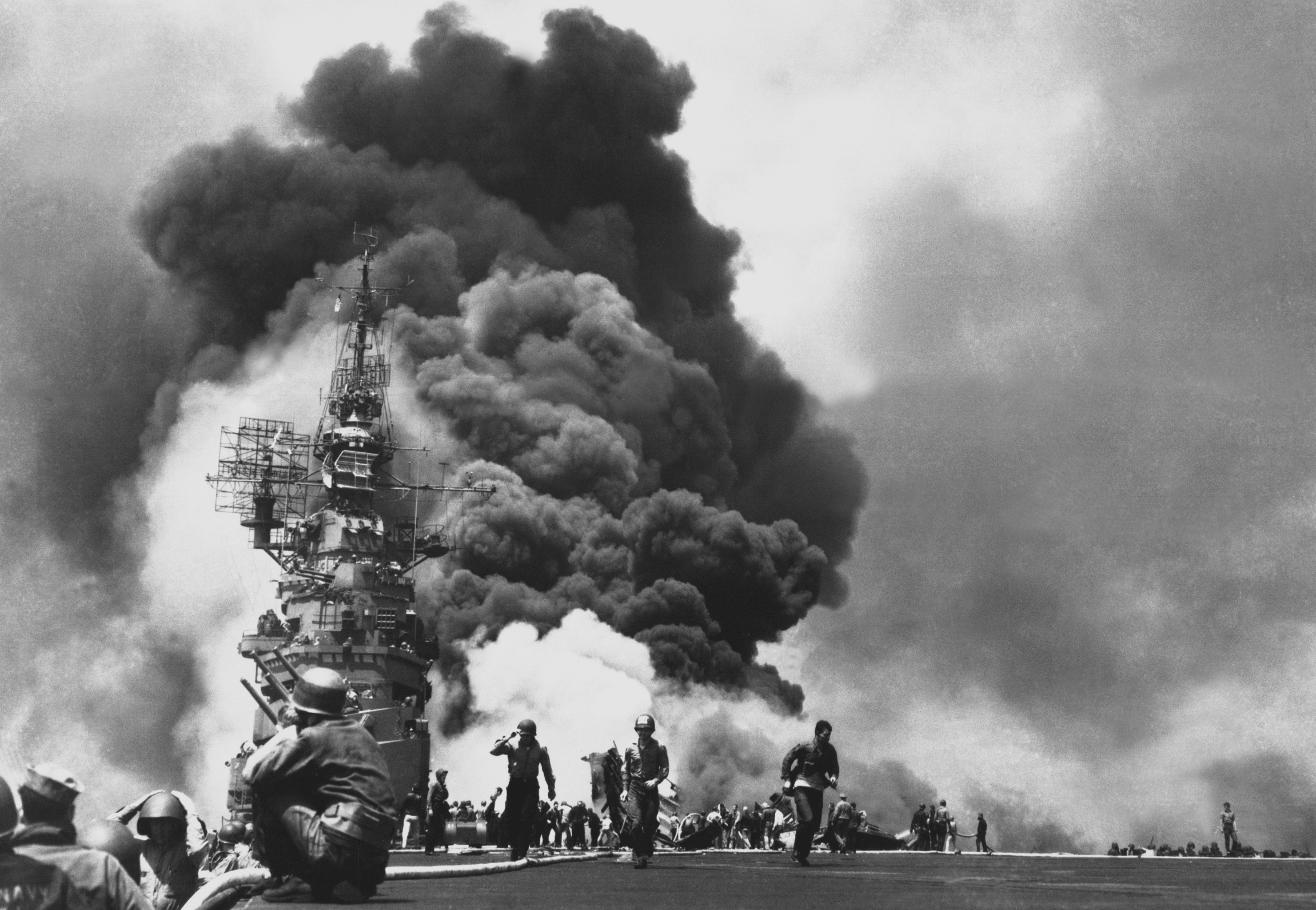
Пожежа на авіаносці «Банкер Хілл» після двох атак камікадзе, що відбулися з інтервалом в 30 сек.

Британському Тихоокеанському флоту був відданий наказ нейтралізувати японські аеродроми на островах Сакісіма. 26 березня флот розпочав виконувати наказ і на 10 квітня успішно його виконав. 10 квітня увагу флоту було переключено на аеродроми на півночі Тайваню. 23 квітня флот відійшов в затоку Сан-Педро біля берегів Філіппін. Хоча для американського флоту така тривалість плавання була в порядку речей, для англійської флотилії такого розміру це плавання виявилося найтривалішим.
1 травня Тихоокеанський флот повернувся до виконання військових завдань, спрямованих, як і раніше, на придушення ворожих аеродромів — цього разу як силами авіації, так і силами корабельної артилерії. Кілька атак камікадзе завдали серйозні пошкодження кораблям, але так як деки британських авіаносців були броньовані, японські атаки не завдали їм великої шкоди — вони лише ненадовго перервали виконання місії.
За час тримісячної битви, японські пілоти-камікадзе здійснили 1900 вильотів і потопили дюжини кораблів союзників, убивши при цьому близько 5 000 американських моряків, ціною втрати 1465 літаків (додаткові 2200 японських і 763 американських літаки були втрачені, вже під час боїв на суші). Потоплені кораблі були, здебільшого, невеликими суднами — переважно, супроводжуючими есмінцями, радарними човнами і десантними кораблями. Хоча не було втрачено жодного великого військового корабля, багато авіаносців було серйозно пошкоджено. Японцями також використовувалися смертники, атакуючі союзні судна з невеликих моторних човнів, начинених вибухівкою.
Зважаючи на те, що кампанія розтягнулася, і бої постійно велися при настільки обтяжуючих обставинах, адміралу Честеру Німіцу довелося піти на безпрецедентний крок: він відкликав основних флотських командирів (замінивши їх іншими командирами) із зони боїв, для того, щоб дати їм деякий відпочинок. Позаяк на флоті США склад флоту змінювався слідом за зміною командування, то американські морські сили на Окінаві, на початку кампанії складалися з 5-го флоту ВМС США під командуванням адмірала Реймонда Спруанса, наприкінці кампанії складалися вже з 3-го флоту ВМС США під командуванням адмірала В. Голсі.

### Операція «Тен-Го»

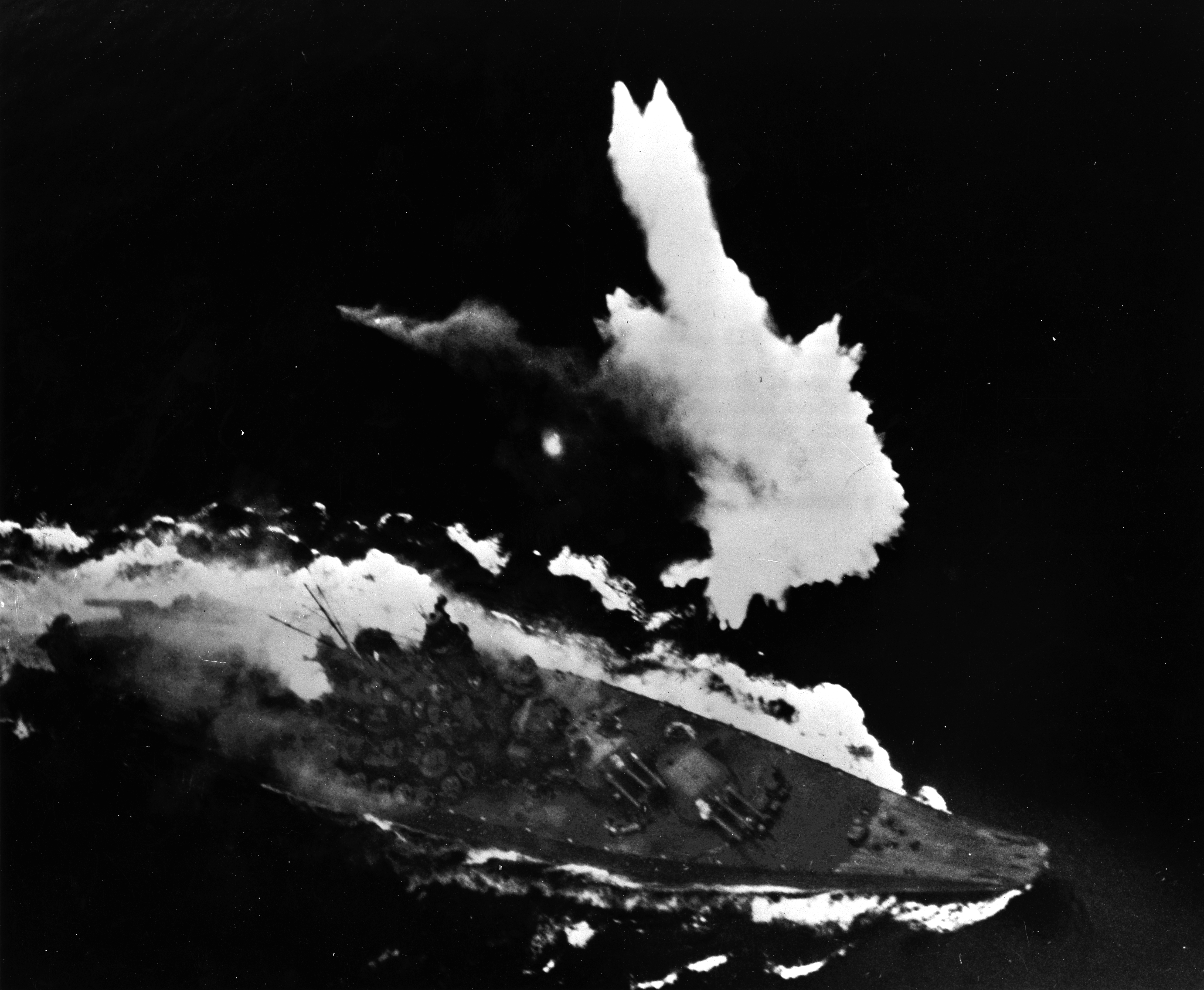
Бомбардування Ямато

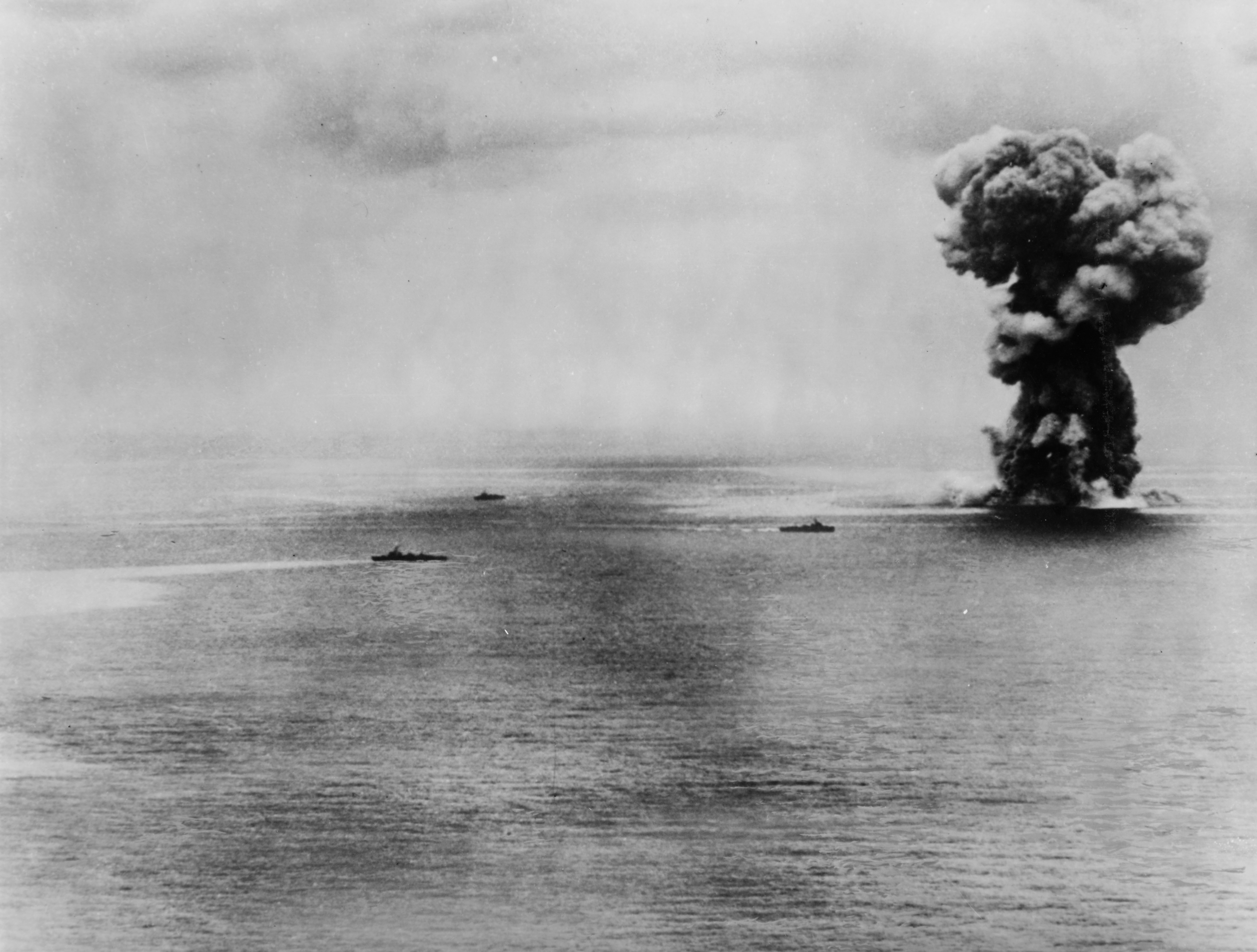
Лінкор «Ямато» вибухає від пошкоджень, завданих йому нальотами авіації США.

Операція «Тен-Го» стала самогубною спробою морської атаки, розпочатої ескадрою японських військових кораблів, очолюваних лінкором «Ямато». Командував ескадрою адмірал Сейіті Іто. Ескадра була послана для того, щоб прорватися через кораблі союзників, що розташовані біля острова, зупинитися біля берега і підтримувати своїм артилерійським вогнем захисників Окінави. Морські гармати повинні були зіграти роль звичайної артилерії, а екіпажі кораблів — роль морської піхоти. «Ямато» та інші кораблі ескадри були помічені підводними човнами союзників незабаром після того, як ескадра покинула японські територіальні води. Практично відразу ж, американська палубна авіація почала бомбити ворога.
Атакований понад 300-ми літаками протягом двох днів, найбільший лінкор у світі затонув 7 квітня 1945 року, задовго до підходу до Окінави. Екіпажам бомбардувальників був даний інструктаж: намагатися бомбити одне і те ж місце на кораблі, щоб виключити можливість швидкої локалізації ушкоджень корабельною командою. Льотчикам також радилося бомбити ніс або корму корабля, бо там зазвичай найслабший броньовий захист.
У тому бою крім «Ямато» японська ескадра втратила також легкий крейсер «Яхагі» і чотири з восьми легких есмінців. Всього, Імператорський флот Японії втратив у бою близько 3 700 моряків, включаючи адмірала Іто, в той час як втрати американців склали всього 10 літаків і 12 осіб льотного складу.

## Битва на суші

Карта висадки американських військ на Окінаві.

Битва на суші розгорталася протягом 87 днів, починаючи з 1 квітня 1945
Першими з американців висадились солдати 77-ї піхотної дивізії: 26 березня вони висадилися на островах Керама, за 24 км на захід від Окінави. За наступні п'ять днів острови були захоплені і перебували під повним контролем американців. За час захоплення загинув 31 і був поранений 81 американський солдат, у той час як японці втратили убитими і взятими в полон понад 650 солдатів. В ході операції флот здобув захищене місце стоянки, також була усунена загроза нападу смертників на моторних човнах.
31 березня морські піхотинці з диверсійного батальйону Корпусу морської піхоти США висадилися, не зустрівши особливого опору, на Кейсе Сіма — групі з чотирьох маленьких острівців за 13 км на захід від столиці Окінави, міста Наха. Для підтримки інших військ, що висаджувались, на захоплених островах були встановлені 155-мм артилерійські гармати «Лонг Том».

### Північна Окінава

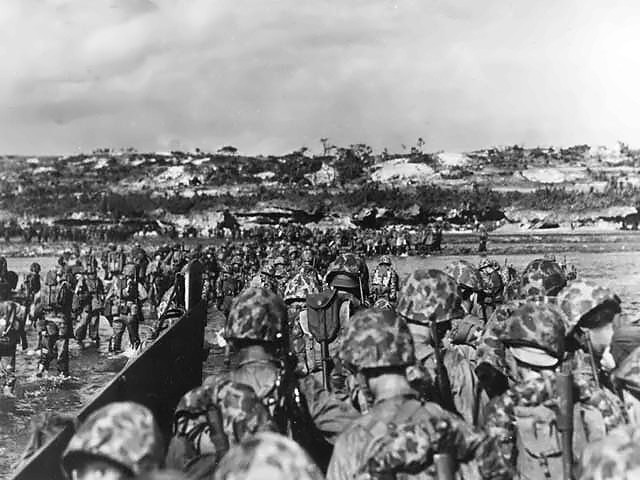
Висадка підкріплень: американські війська висаджуються на острові.

Основна висадка військ 24-го і 3-го корпусів була проведена на пляжах Хагусі на західному узбережжі Окінави 1 квітня. 2-га дивізія морської піхоти здійснила, як обманний маневр, видимість висадки на пляжі Мінатога на південно-східному узбережжі. Американці хотіли також затягнути відтік японських резервів з тієї частини острова.
У південній частині острова, ближче до його центру, 10-та армія пройшла, за військовими стандартами того часу, досить легко; були захоплені аеродроми Кадена і Емітан. Через слабкий опір японців, генерал Бакнер вирішив скоріше здійснити другу частину свого плану — захоплення північної Окінави. 6-та дивізія морської піхоти попрямувала на північ по перешийку Ісікава. Місцевість була гориста і лісиста, японська оборона була зосереджена в районі Яе-Такео — важкопрохідному районі півострова Мотобу зі скелястими кряжами і ущелинами. Після важких боїв, півострів був очищений від ворога до 18 квітня.
Тим часом, 16 квітня 77-ма піхотна дивізія почала штурм Іодзіми, маленького острова на захід від півострова. Для штурмуючих солдатів, на додаток до звичайних військових загроз, загрозу представляли також самогубці з вибухівкою і навіть остров'янки, озброєні списами. Почалися важкі бої. 21 квітня опір було придушено, і острів став ще однією авіабазою для операцій проти Японії.

### Південна Окінава

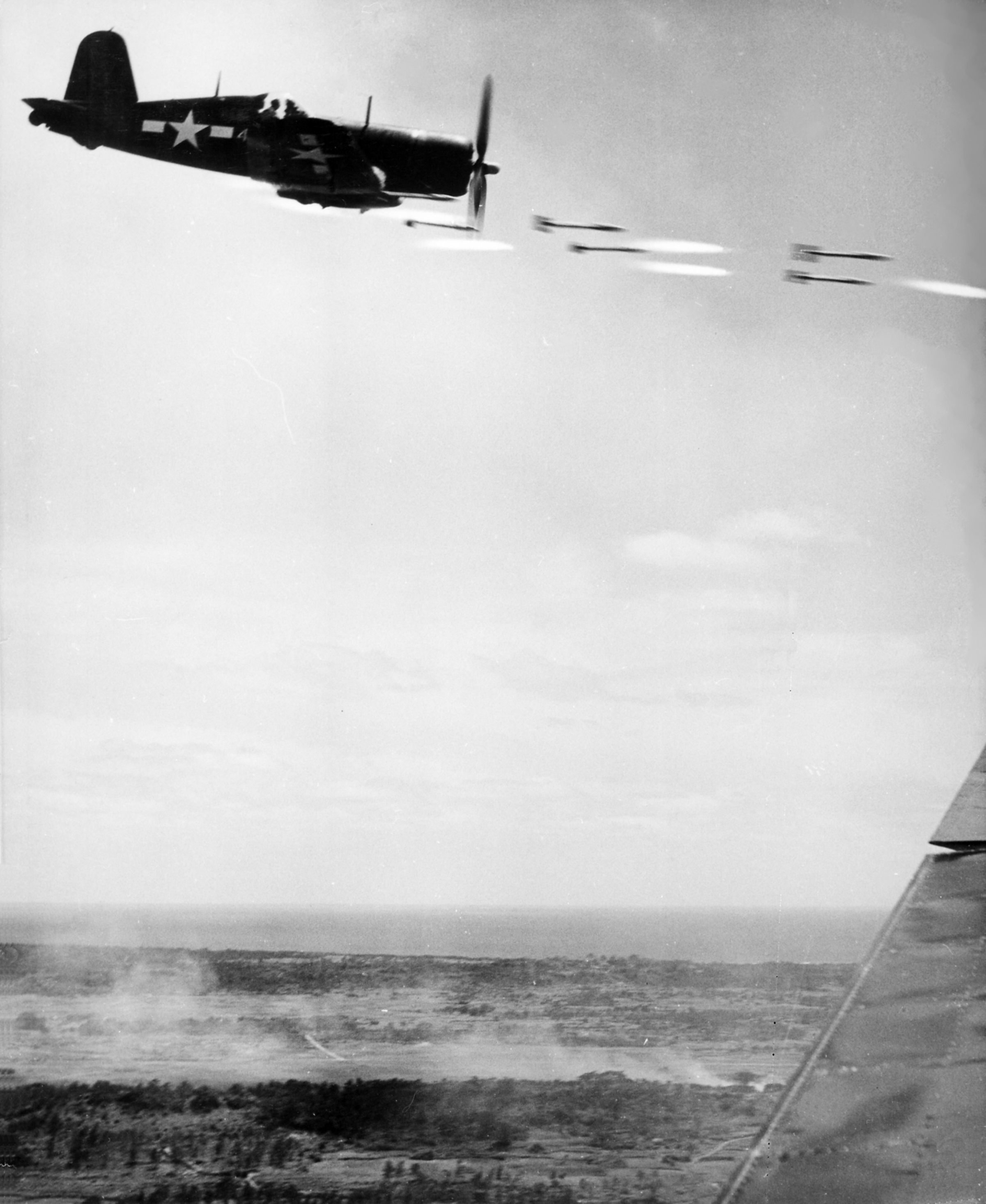
F4U «Корсар» підтримує американські війська на острові ракетним вогнем по позиціях противника.

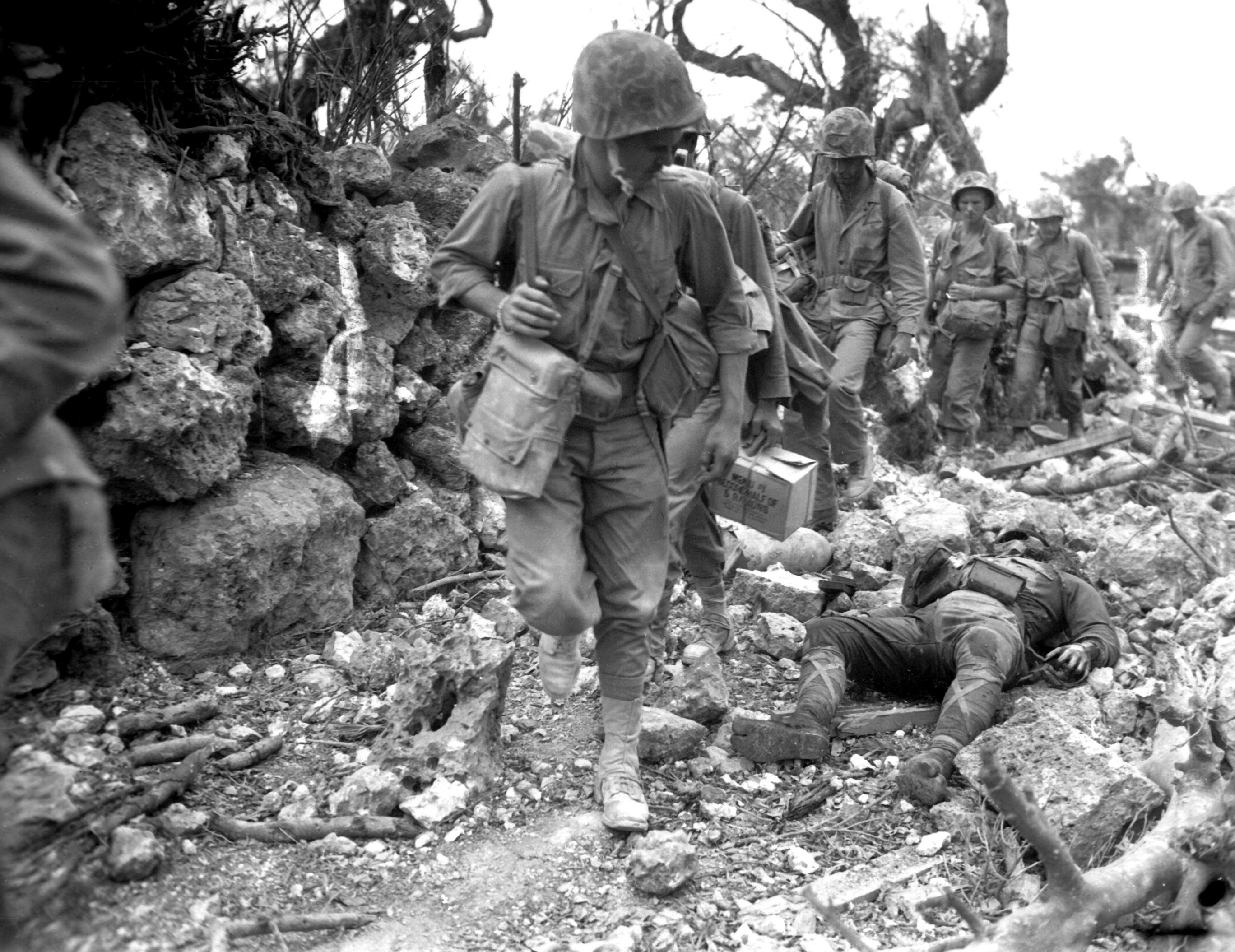
Морські піхотинці проходять повз тіло японського солдата в маленькому зруйнованому селі.

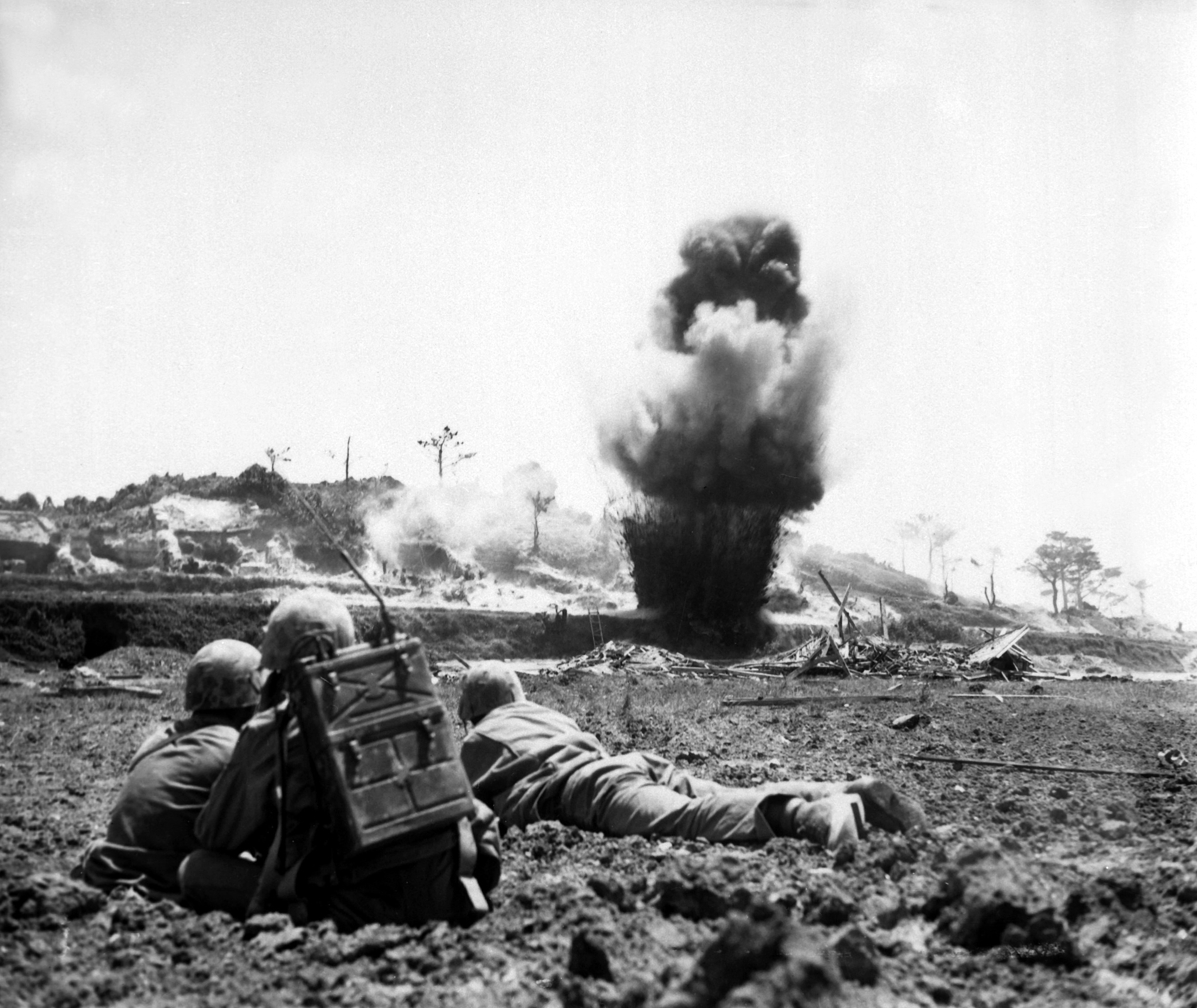
Команда підривників зі складу морської піхоти підриває японське підземне укріплення.

У той час як морські піхотинці зачищали північну частину острова, війська 24-го корпусу йшли на південь. Приблизно за 8 км на північний захід від Сюрі, уздовж «кактусового хребта», 7-ма і 96-та піхотні дивізії зустріли запеклий опір з боку японських військ, що утримували укріплені на височині позиції. До ночі 8 квітня 24-й корпус очистив від ворога ці та декілька інших сильно укріплених позицій. Американці втратили понад 1 500 осіб, близько 4 500 японців було вбито і захоплено в полон. Між тим, битва була ще тільки на самому початку — американці зрозуміли, що досі вони захопили тільки кілька позицій на підступах до оборонної «лінії Сюрі».
Наступним завданням для американських військ стало захоплення хребта Какадзу — двох пагорбів, з'єднаних перевалом. Ці пагорби були частиною зовнішніх укріплень «лінії Сюрі». Японці ретельно підготувалися до оборони і стійко билися — бої були важкими. Солдати Імператорської армії ховалися в укріплених печерах, де були кулемети і запаси вибухівки, тому американці втратили багато людей, зачищаючи всі ці укриття. Японці посилали цивільних жителів острова, що знаходились на позиціях, назовні, щоб забезпечувати солдатів водою та іншими припасами. Така практика вилилася в численні жертви серед мирного населення. У боях обидві сторони зазнали великих втрат, а просування американців через хребет Какадзу призупинилося.
Так як американська атака на хребет Какадзу зупинилася, генерал Усідзіма, під впливом генерала Ті, вирішив повести війська в контрнаступ: увечері 12 квітня 32-га армія атакувала позиції американців по всьому фронту. Атака була важкою, тривалою і добре організованою. Після запеклого ближнього бою японці відступили, для того, щоб відновити атаку наступної ночі. Остання атака, проведена 14 квітня, також була відбита. У штабі 32-ї армії прийшли до висновку, що хоча американські війська і були чутливі до нічних атак, вогнева міць американців робила будь-яку наступальну концентрацію японських сил надзвичайно вразливою, тому японці переглянули свою оборонну стратегію.
27-ма піхотна дивізія, що висадилася 9 квітня, зайняла позиції на правому фланзі, уздовж західного берега Окінави. У генерала Годжа тепер був ланцюг з трьох дивізій: 96-та посередині, 27-ма на правому фланзі і 7-ма — на лівому. Кожна дивізія утримувала ділянку завдовжки близько 2,5 км.

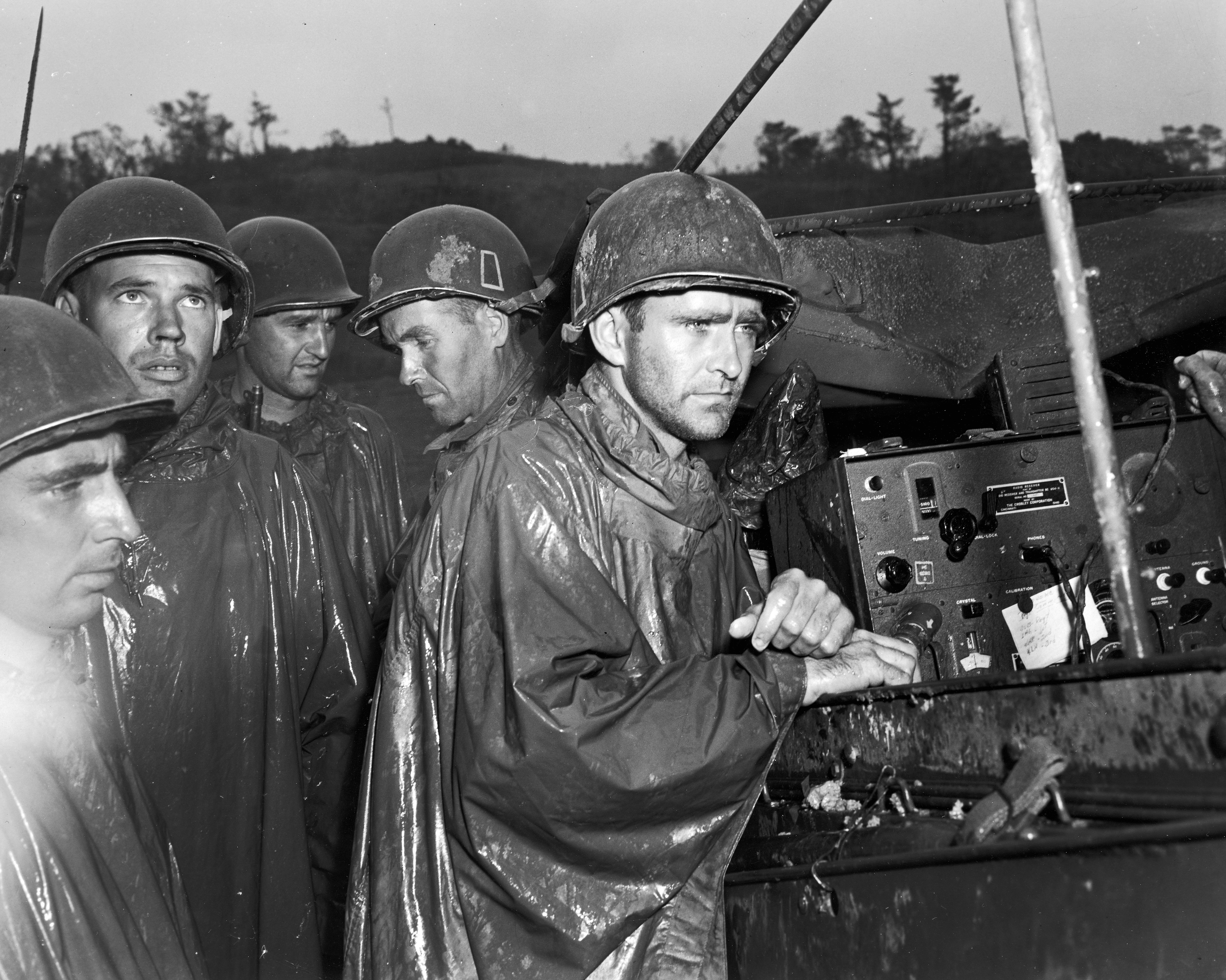
Солдати 77-ї піхотної дивізії слухають повідомлення про закінчення війни в Європі. 8 травня 1945

19 квітня Годж, використовуючи 324 гармати, відкрив новий наступ потужною артилерійською підготовкою, наймасштабнішою з усіх, що мали місце на тихоокеанському театрі воєнних дій. Лінкори, крейсери й есмінці приєдналися до бомбардування. 650 літаків зі складу авіації флоту і морської піхоти атакували позиції японців, застосовуючи напалм, ракети, бомби і важкі кулемети. Проте, японські укріплення знаходилися на зворотних схилах пагорбів, де оборонці змогли перечекати артилерійські й повітряні атаки у відносній безпеці. Щобільше, обрані японцями позиції дозволяли їм вести регулярний мінометний обстріл американців, що наступали по передньому схилу пагорба.
Танкова атака на хребет Какадзу, організована без значної піхотної підтримки, в надії на прорив, захлинулася — було втрачено 22 танки. Хоча вогнеметні танки дійсно очистили від ворога багато печерних укріплень, прорив не був забезпечений. 24-й корпус втратив убитими, пораненими і зниклими безвісти 720 чоловік. Втрати могли б бути більшими, якби піхотні резерви японців не були відтягнуті на південь від місця битви. Резерви трималися там через обманний маневр на узбережжі Мінатога, здійснений 2-ю дивізією морської піхоти.
До кінця квітня, 1-ша дивізія морської піхоти змінила на позиціях 27-му піхотну дивізію, а 77-ма піхотна дивізія змінила 7-му. Коли прибула 6-та дивізія морської піхоти, 10-та армія взяла контроль над ходом бою.
4 травня 32-я японська армія знову пішла в контратаку. Цього разу Усідзіма спробував атакувати узбережжя висадки американців, що знаходилися за бойовими порядками військ, які вже висадилися. Для підтримки наступу, японцям довелося висунути артилерію на відкриті позиції — це дозволило їм зробити близько 13 000 пострілів. Проте, американці, відкривши контрбатарейну стрільбу, знищили 19 гармат, а в наступні два дні — ще 40. Японська контратака повністю провалилася.
Генерал Бакнер почав нову американську атаку 11 травня. Наступили десять днів запеклої битви. 13 травня солдати 96-ї піхотної дивізії і 763-го танкового батальйону захопили пагорб «Конічний». Це укріплення, що піднімається над прибережною рівниною Енабару на 145 м, було східною опорою основної японської оборони, 1 000 осіб захищали його. У той же час, на протилежному березі солдати 6-ї дивізії морської піхоти боролися за контроль над пагорбом «Цукрова Голова». Захоплення цих двох ключових позицій оголяло позиції японців на лінії Сюрі з двох сторін. Бакнер сподівався оточити Сюрі і загнати таким чином японців у пастку.

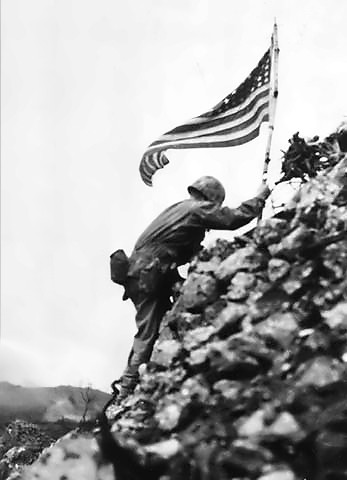
Підполковник Річард П. Росс, командир 1-го батальйону 1-го полку 1-ї дивізії морської піхоти, попри снайперський вогонь встановлюють американський прапор на парапет замку Сюрі. 30 травня.

До кінця травня почалися мусонні дощі. Схили пагорбів і дороги, що перетворилися в болото, всерйоз ускладнили тактичне становище військ і ускладнили надання медичної допомоги солдатам. Ситуація з просуванням військ по суші стала нагадувати бої Першої світової війни, коли солдати так само воювали будучи вимазані в болоті і затоплені дороги заважали евакуації поранених в тил. Війська мокли під дощами, солдати воювали в умовах, які частково нагадували сміттєзвалище, а частково — кладовище. Непоховані трупи вбитих японців розкладалися, тонули в багнюці, поширювали сморід.
29 травня генерал-майор Педро дель Валле, командувач 1-й дивізією морської піхоти, наказав роті «А» 1-го батальйону 5-го полку захопити замок Сюрі. Захоплення замку означав би завдавання серйозного стратегічного і психологічного удару японцям і з'явився б значним етапом у захопленні острова. Однак, замок перебував поза зоною дії відведеної 1-й дивізії і тільки титанічні зусилля командувача 77-ї піхотної дивізії та її штабу запобігли загибелі морських піхотинців від бомбових ударів американської авіації та артилерії.
На 4 червня, від 32-ї армії залишилося тільки близько 30 000 погано озброєних солдатів (більша частина їх важкого озброєння і навіть особистої зброї, була втрачена при відступі). Крім того, на укріпленій морській базі на півострові Ороку були замкнені 9000 чоловік особового складу імператорського флоту, підтримуваних 1100 бійцями ополчення.
Окінава впала 21 червня 1945 р, однак, деякі японці все ще продовжували збройний опір. У їх числі був і Масахіде Ота — майбутній губернатор префектури Окінава.
22 червня, в завершальні години битви, генерали Усідзіма і Ті вчинили ритуальне самогубство в своєму штабі на висоті 89. Перед цим полковник Яхара запитав у Усідзіми дозволу на самогубство, але генерал відмовив йому, сказавши: "Якщо ти помреш, то не залишиться нікого, хто знав би правду про битву на Окінаві. Потерпи тимчасовий сором, але винеси це. Це наказ твого командира. «Яхара виявився найстаршим за званням офіцером, хто вижив у боях на острові; пізніше він написав книгу, яку назвав» Битва за Окінаву ".
Чи то навмисно, чи то через так званий «туман війни», Бакнер не помітив, що японці відступили на другу лінію оборони, на півострові Киян. У кінцевому рахунку, на заключних етапах битви це призвело до жорстокої різанини на острові, в результаті якої загинули також тисячі мирних жителів Окінави.

## Втрати

### Військові втрати

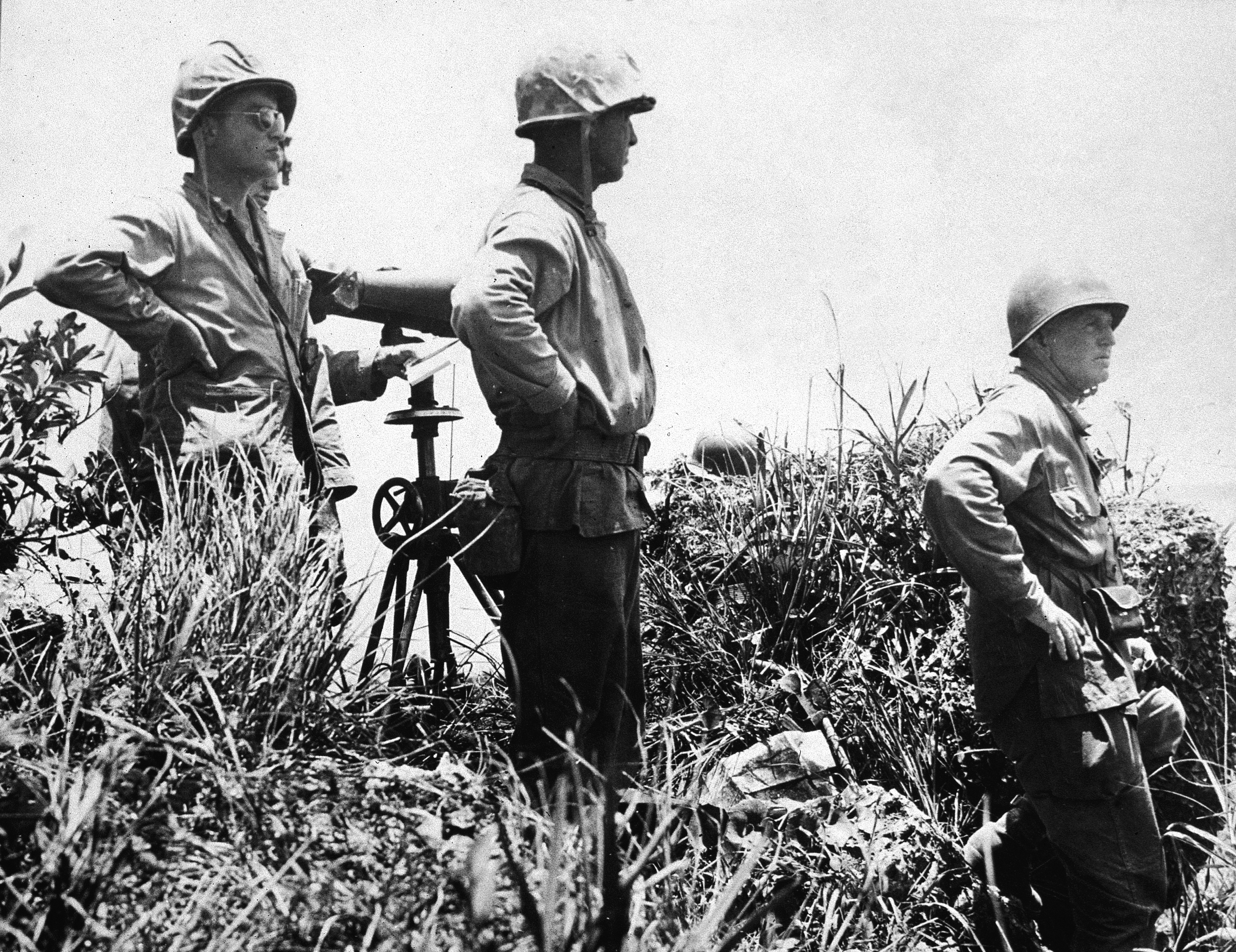
Остання фотографія генерала Саймона Бакнер-молодшого.

Військові втрати американців в битві склали близько 48 000 осіб, з них близько 12 000 загиблих або зниклих безвісти — приблизно вдвічі більше, ніж кількість втрат у боях на Іводзімі і Гуадалканалі, разом узятих. Це робить битву на Окінаві найкровопролитнішою для американців битвою на всьому тихоокеанському театрі військових дій і другою за кількістю жертв у всій війні, поступаючись за кількістю жертв лише Арденнській операції. Кілька тисяч військовослужбовців, що померли від ран і інших причин через кілька днів після завершення битви не були включені в статистику. Однією з найвідоміших жертв битви став військовий кореспондент Ерні Пайл, загиблий від кулеметного вогню на острові Іедзіма.
У боях за Окінаву 48 % солдатів було контужено, близько 14 000 були демобілізовані через нервові зриви. Кількість військовослужбовців флоту США, які загинули в битві перевищила кількість поранених і склало 4907 чоловік. 4874 людини було поранено. Більшість жертв і постраждалих склали жертви атак камікадзе.
Рішення генерала Бакнера про лобову атаку японських укріплень, хоча і вартувало безлічі солдатських життів, в кінцевому рахунку виявилося вдалим. За чотири дні до кінця всієї операції сам Бакнер загинув від артилерійського вогню, під час відвідування своїх військ на передовій. Наступного дня ще один генерал, бригадний генерал Клаудіус М. Іслі, був убитий кулеметним вогнем.
За всі дні боїв було пошкоджено 368 кораблів союзників (включаючи і десантні засоби), ще 36 (включаючи 15 десантних кораблів і 12 есмінців) було потоплено. У японців було потоплено 16 кораблів, включаючи величезний лінкор «Ямато». У боях на самому острові американцями було втрачено 225 танків і безліч гусеничних машин LVT (A) 5. Японці втратили 27 танків і 743 артилерійських гармат (включаючи міномети, протитанкові гармати та гармати протиповітряної оборони), велика частина техніки була знищена союзним вогнем з моря і повітряними бомбардуваннями.

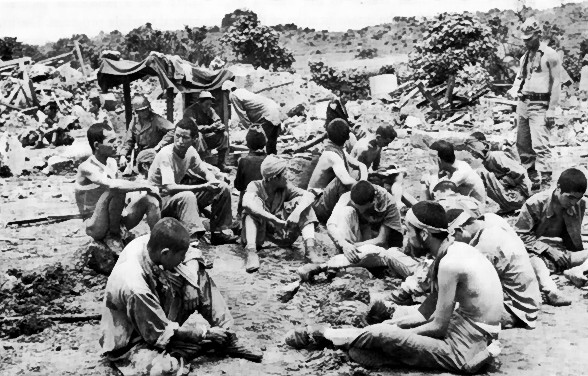
Японські солдати, які віддали перевагу полону перед самогубством, чекають допиту.

Втрати японської сторони склали близько 107 000 чоловік військовослужбовців, 7 400 осіб потрапили в полон. Деякі солдати зробили сеппуку або просто підірвали себе гранатою. Крім того, близько 20 000 чоловік були спалені американськими вогнеметами в своїх укріпленнях в печерах.
Вперше за всю війну, японські військовослужбовці почали здаватися в полон тисячами. Багато з них були корінними жителями Окінави, спішно покликаними в армію перед битвою. Ці жителі були в набагато меншій мірі пронизані духом японської військової доктрини, яка закликає в жодному разі не здаватися (до 1879 року Окінава була суверенною державою, жителі якої не вважали себе японцями і говорили особливою, хоч і близькою до японської, мовою).
Коли американські війська окупували острів, багато японців, щоб уникнути полону, переодягнулися в цивільний одяг корінних жителів. Окінавці запропонували американцям простий метод для виявлення японців: через велику різницю між японською мовою та мовою жителів Окінави, японці не розуміли, коли до них зверталися останньою. Окінавці в присутності американців стали давати жителям населених пунктів прості вказівки своєю мовою. Тими, хто не розумів вказівок, були японці, що ховаються від полону.

### Втрати серед цивільних осіб

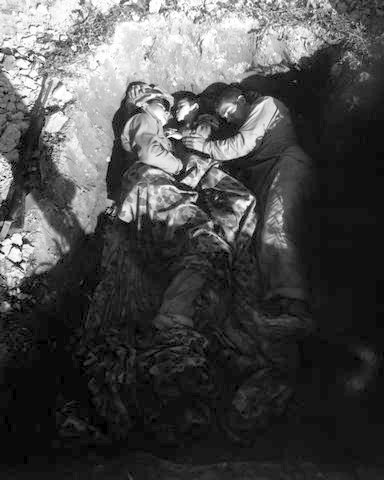
Двоє американських морських піхотинців поділяють окоп з осиротілою дитиною.

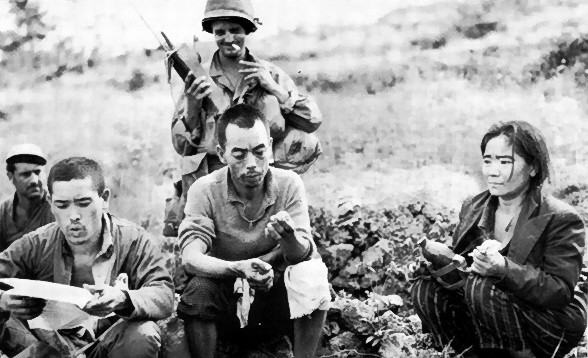
Подолання опору місцевих жителів здійснювалося і за допомогою пропаганди: полонений окінавець читає листівку.

Під час багатьох битв на тихоокеанському фронті (таких як, наприклад, битва за Іводзіму) місцеве населення не залучалося до воєнних дій, проте на Окінаві було велика кількість місцевих жителів, і японці вирішили залучити їх до оборони острова. В результаті, за різними оцінками, у битві загинуло від 1 / 10 до 1 / 3 всіх жителів острова. Кількість загиблих різними фахівцями оцінюється від 42 000 до 150 000 чоловік (за даними з префектури Окінава — понад 100 000 чоловік). Представники армії США говорили про кінцеву цифру в 142 058 цивільних осіб, включаючи тих, хто був насильно покликаний на службу японською армією.
За версією Музею Миру префектури Окінава, жителі острова були затиснуті між двома воюючими сторонами — США і Японією. 1945 року японська армія проявила повну байдужість до долі та безпеки острова і його жителів, а японські солдати використовували місцеве населення як «живий щит» проти атак американців. Солдати імператорської армії забирали у жителів острова їжу, тим самим викликаючи голод серед населення і змушуючи людей залишати притулок. Близько 1 000 осіб були вбиті японськими солдатами за те, що говорили на місцевому діалекті — таким чином влада боролися проти шпигунства. У музеї кажуть що «деякі [жителі] загинули від розривів снарядів, деякі, потрапивши в безвихідну ситуацію, були доведені до самогубства, одні померли від голоду, інші — від малярії, а треті стали жертвами відступаючих японських військ». Зґвалтування місцевих жінок практикувалося обома сторонами конфлікту. Зґвалтування з боку японських солдатів стали особливо частим явищем в червні, коли стало ясно, що японська армія переможена.
З наближенням перемоги американських військ, частим явищем серед мирних жителів стали масові самогубства. Чималу роль у цьому відіграла японська пропаганда — солдати імператорської армії переконували населення в тому, що в разі перемоги американці стануть вбивати і ґвалтувати жителів острова. «Рюкю Сімпо», одна з двох основних газет Окінави, писала в 2007: «Є безліч окінавців, які свідчили про те, що японська армія підштовхувала їх до скоєння самогубства. Багато згадували про те, як солдати роздавали їм ручні гранати (для того, щоб підірвати себе).» Деякі жителі, повіривши в те, що американці — варвари, які вчинили страшні злодіяння, вбивали себе і свої сім'ї, щоб уникнути полону. Частина тих людей стрибала і скидала членів своїх сімей зі скель. На одній з тих скель зараз знаходиться Музей Миру.
Однак, попри всю пропаганду і вмовляння японських військових, більшість мирних жителів не пішло на самогубство. Відразу після захоплення американцями острова, окінавці «були часто здивовані гуманним ставленням до себе з боку американського ворога.» Крім того, Теруто Цубота, військовий перекладач, який служив в американській військовій розвідці, переконав сотні людей не вбивати себе і тим самим врятував їм життя.

## Наслідки

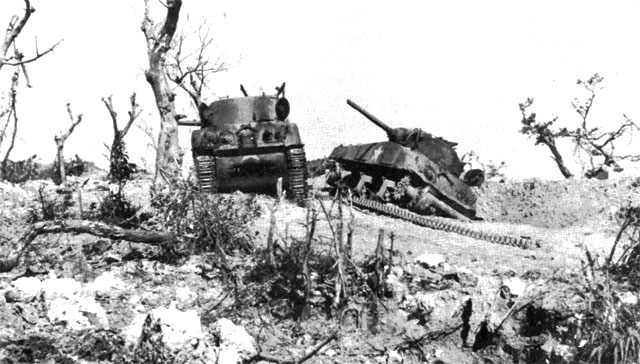
Американські танки «Шерман», підбиті вогнем японської артилерії.

90 % будівель на острові були повністю зруйновані, тропічний ландшафт з його пишною рослинністю «був перетворений на величезне поле, що складається з бруду, свинцю і гнилля».
Захоплення острова з військової точки зору «перевершив всі очікування»: з захопленням Окінави флот і армія союзників отримали військову базу, американська авіація отримала аеродроми в безпосередній близькості від основної частини Японії. Після битви, в липні 1945 року, в ході операції «Зебра», прибережні води були очищені від мін, а на захопленому острові була заснована «Громадянська Адміністрація США на островах Рюкю», по суті — військовий уряд, що проіснувало на острові до 15 травня 1972 року. Досі на острові базується значна кількість американських військ, а база «Кадена» є найбільшою військовою базою США в Азії.

## Полеміка навколо наказу про самогубства

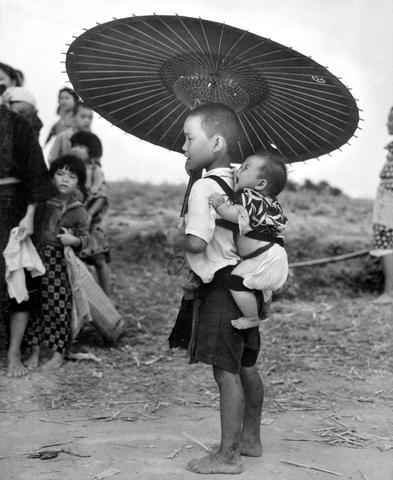
Жителі Окінави. 1945 рік.

Між урядом сучасної Японії і регіональним урядом Окінави і донині існують розбіжності з питання про роль японських військ в поширенні масових самогубств серед окінавців в ході битви. У березні 2007 року японське Міністерство освіти, культури, спорту, науки і технології порадило видавцям підручників переписати ті місця в книгах, де писалося, що японські війська змушували окінавців здійснювати самогубства, щоб не потрапити в полон до американців. У міністерстві хотіли, щоб було написано, що мирні жителі отримали ручні гранати від солдатів імператорської армії.
Цей захід викликав широкий протест з боку жителів Окінави.
2007 Асамблея префектури Окінава прийняла резолюцію, яка говорить наступне: «Ми закликаємо національний уряд до зречення від цієї інструкції і негайного повернення колишнього опису в підручниках, для того щоб правда про битву за Окінаву була подана коректно і страшна війна не почалася знову».
29 вересня 2007 р. відбувся найбільший в історії Окінави мітинг, в якому взяли участь близько 110 000 чоловік.
Мітингувальники зажадали від міністерства освіти скасування даної рекомендації.
Їх резолюція свідчила: «Те що масові самогубства не відбулися б без втручання японських військових, є незаперечним фактом і будь-яке знищення або перегляд описів [тих подій] є запереченням і спотворенням численних свідчень тих людей, які вижили в цих інцидентах».
26 грудня 2007 р. міністерство частково відзначило ту роль, яку грали японські війська в масових самогубствах мирних жителів.
Рада з дозволу навчальних посібників дозволила видавцям повернути в підручники згадку про те, що мирне населення «примушували до масових самогубств з боку японських військових», за умови, що ця згадка буде приведено у відповідному контексті.
На закінчення ради також йшлося: «Можна сказати, що з точки зору жителів Окінави, їх примушували до масових самогубств».
Цього висновку, однак, не було достатньо тим, хто пережив ті події.
Вони сказали, що сьогодні дітям важливо знати те, що насправді відбулося.
Лауреат Нобелівської премії письменник Кендзабуро Ое в 1969 у опублікував свої «окінавські записки», в яких стверджував, що наказ про вчинення масових самогубств був відданий військовими під час битви.
Через майже 40 років після виходу цієї збірки есе письменникові був пред'явлений позов з боку заперечувачів цього факту, в числі яких був і військовий командир, який бився на Окінаві.
Він вимагав вилучення книги з друку.
На судовому слуханні, яке відбулося 9 листопада 2007 р., Ое сказав: «Масові самогубства насаджувалися жителям Окінави під тиском японської ієрархічної соціальної системи, яка пронизувала державу, японські збройні сили і місцеві гарнізони».
28 березня 2008 р. головний суд префектури Осака визнав правоту Ое, заявивши: «Можна сказати, що військові були глибоко замішані в масових самогубствах».
Суд визнав причетність військових до масових самогубств, спираючись на свідчення про роздачу солдатами гранат населенню і на той факт, що масові самогубства не були відзначені на островах, де не були розташовані військові гарнізони.